# Antal Doráti
Dans le nom hongrois Doráti Antal, le nom de famille précède le prénom, mais cet article utilise l’ordre habituel en français Antal Doráti, où le prénom précède le nom.
 (avril 2025).
Si vous disposez d'ouvrages ou d'articles de référence ou si vous connaissez des sites web de qualité traitant du thème abordé ici, merci de compléter l'article en donnant les références utiles à sa vérifiabilité et en les liant à la section « Notes et références ».
Répertoire
- 7e symphonie d'Allan Pettersson
- 104 symphonies de Joseph Haydn

Antal Doráti (ou Antal Dorati) est un chef d'orchestre hongrois naturalisé américain (en 1947), né le 9 avril 1906 à Budapest et mort le 13 novembre 1988 à Gerzensee (Suisse).

## Biographie
Né de Alexander Doráti, violoniste à l'Orchestre philharmonique de Budapest, et de Margit, née Kunwald, professeur de piano, il étudie à l'Université de musique Franz-Liszt la composition avec Zoltán Kodály et Leo Weiner, et le piano avec Béla Bartók. Il fait ses débuts de chef en 1924 avec l'orchestre de l'Opéra de Budapest.
Son autobiographie Notes of Seven Decades a été publiée en 1979.

## Répertoire
Il est, avec Neville Marriner et Herbert von Karajan, l'un des chefs qui comptent une des discographies les plus considérables, plus de 600 enregistrements avec les plus grands orchestres américains et européens.
Ses enregistrements des ballets ou des symphonies de Tchaikovski font toujours autorité, tout comme ses Bartók, ses Stravinsky ou ses Rachmaninov. Il est également le premier à avoir enregistré l'intégrale des 104 symphonies de Joseph Haydn, ainsi que tous ses opéras. En 1963, il est le premier chef d'orchestre à enregistrer le Benvenuto Cellini de Berlioz (en français) avec Joséphine Veasey. En 1964, il enregistre La Peste, oratorio de Roberto Gerhard. 
Il est le dédicataire et le créateur de la 7e symphonie d'Allan Pettersson.

## Œuvre
Antal Doráti ne s'est pas limité à la direction d'orchestre, il a également composé :
- Deux symphonies
- Pièces pour hautbois solo.
- Duo concertant pour hautbois et piano (1983), durée environ 20 min.
- Jesus oder Barabbas ? Mélodrame pour récitant, chœur et orchestre sur un livret de Frigyes Karinthy, commande créée à Budapest le 10 décembre 1987, durée environ 15 min.
- Trittico pour hautbois d'amour, hautbois, cor anglais et cordes (1986), durée environ 25 min.